# Argia emma
Argia emma är en trollsländeart som beskrevs av Kennedy 1915. Argia emma ingår i släktet Argia och familjen dammflicksländor. Inga underarter finns listade i Catalogue of Life.